# Nobody's Heroes
Nobody's Heroes è un album del gruppo punk rock Stiff Little Fingers, pubblicato nel 1980 da Chrysalis Records.

## Tracce
1. Gotta Gettaway – 3:37 (Fingers/Ogilvie)
2. Wait and See – 4:28 (Burns/Ogilvie)
3. Fly the Flag – 3:46 (Fingers/Ogilvie)
4. At the Edge – 2:59 (Fingers)
5. Nobody's Hero – 4:11 (Burns/Ogilvie)
6. Bloody Dub – 3:47 (Fingers)
7. Doesn't Make It All Right – 5:50 (Goldberg/Dammers) (The Specials Cover)
8. I Don't Like You – 2:44 (Fingers/Ogilvie)
9. No Change – 1:56 (Fingers/Ogilvie)
10. Tin Soldiers – 4:46 (Fingers/Ogilvie)

## Formazione
- Jake Burns – voce, chitarra
- Jim Reilly – batteria
- Henry Cluney – chitarra
- Ali McMordie – basso